# Санатбаев, Раатбек Калыбекович
Раатбек Калыбекович Санатбаев (7 мая 1969 — 8 января 2006) — киргизский борец греко-римского стиля, двукратный чемпион Азии (1999, 2000), бронзовый призёр чемпионата мира (1999).

## Биография
Родился в городе Ош.
В 1991 г. окончил Киргизский государственный институт физической культуры по специальности «тренер — преподаватель по греко-римской борьбе».
В 1994 году завоевал серебряную медаль Азиатских игр. В 1995 году стал серебряным призёром чемпионата Азии. В 1996 году завоевал бронзовую медаль чемпионата Азии, а на Олимпийских играх в Атланте занял 8-е место. В 1997 году завоевал серебряную медаль чемпионата Азии. В 1998 году опять стал обладателем серебряной медали Азиатских игр. В 1999 году стал чемпионом Азии и завоевал бронзовую медаль чемпионата мира. В 2000 году вновь стал чемпионом Азии, но на Олимпийских играх в Сиднее занял лишь 15-е место.
После того, как в сентябре 2005 года был убит глава Национального Олимпийского комитета Кыргызстана Баяман Эркинбаев, Раатбек Санатбаев стал одним из кандидатов на этот пост. Однако 8 января 2006 года он был застрелен в Бишкеке. Похоронен на Ала-Арчинском кладбище.
12-кратный победитель международных турниров «Гран-при» высшей категории. Он был признан лучшим борцом греко-римского стиля XX века Кыргызской Республики. За его успехи в спорте он был награжден медалью «Данк», орденом Национального олимпийского комитета КР, многими международными и национальными премиями, Почётной грамотой Кыргызской Республики, являлся лауреатом молодежной премии КР.
Раатбек Санатбаев был почётным гражданином Джалал-Абада, где его имя присвоено средней школе № 9 и СДЮШОР Джалал-Абада. За вклад в развитие спорта соседнего Казахстана Раатбек Санатбаев имел звание заслуженного мастера спорта Казахстана и был награждён казахстанским орденом «Кайсар». 17 октября 2009 года на территории специализированной детско-юношеской школы олимпийского резерва в Джалал-Абаде на средства друзей спортсмена был установлен памятник Санатбаеву.